# Coelioxys clypeata
Coelioxys clypeata är en biart som beskrevs av Smith 1879. Coelioxys clypeata ingår i släktet kägelbin, och familjen buksamlarbin. Inga underarter finns listade i Catalogue of Life.